# Crociera (marina militare)
Il termine crociera indica, in ambito militare, la navigazione svolta da una o più navi, compiuta lungo un tratto di mare, con una rotta prestabilita o variabile, per motivi di guerra.
In tempo di guerra viene usualmente effettuata nei punti in cui si crede che il nemico sarà obbligato a navigare, quali stretti, canali e sbocchi dei fiumi navigabili, mentre, in tempo di pace, le crociere possono venire compiute per mantenere in esercizio l'equipaggio e la nave in stato di approntamento. Nel termine possono essere anche contenuti: la durata del servizio, le navi in esso impegnate od il tratto di mare coperto.

## Tipologie di crociera

### Attacco
La crociera può avere caratteristiche di attacco, o di ricerca del nemico, quando il suo scopo è quello di intercettazione di naviglio nemico, mercantile o da guerra, per ingaggiare battaglia.

### Sorveglianza
La crociera ha caratteristiche di sorveglianza quando le imbarcazioni solcano in modo continuativo, ed in più direzioni, un tratto di mare prestabilito con funzioni di difesa.

### Ricerca
La crociera può assolvere anche la funzione di ricerca e salvataggio, di relitti o di naufraghi, lungo un tratto di mare ove si ritenga possa trovarsi il suo obiettivo.